# Lac de Staz
Le Lac de Staz (en allemand Stazersee) est un lac situé à proximité de Saint-Moritz. Le lac est entouré d'une forêt, la Stazerwald.

## Situation
Le lac de Staz est situé à 1 809 mètres d’altitude dans la forêt de Staz, entre Saint-Moritz et Pontresina.
Le lac de Staz est accessible aux touristes par des sentiers de randonnée et des pistes de ski de fond. 
Un hôtel restaurant près du lac est ouvert environ huit mois par an. 

## Sports
Lors des Jeux Olympiques d'hiver de 1928 et de 1948, les parcours des compétitions de ski de fond traversaient le Stazerwald. L'itinéraire du Marathon de l'Engadine traverse la Stazerwald.

## Culture
Le Lac de Staz est le lieu principal d'un roman Lake Staz Mystery. L'ultima regina dell'Engadina d'Ettore Comi. Le livre est adapté en film également par Ettore Comi.